# Coronel Marcelino Maridueña (ciudad)
Coronel Marcelino Maridueña, también conocida como San Carlos, es una ciudad ecuatoriana, cabecera cantonal del Cantón Coronel Marcelino Maridueña, perteneciente a la Provincia de Guayas. Se localiza al centro sur de la región litoral del Ecuador, a orillas del río Chimbo. En el censo de 2022 tenía una población de 7796 habitantes, lo que la convierte en la centésima décima quinta ciudad más poblada del país.

## Toponimia
Recibe su nombre del coronel Marcelino Maridueña Quezada, destacado militar que luchó en la Revolución liberal de Ecuador.

## Historia
En la época precolombina el sector que pertenece al cantón fue habitado por tribus de la Cultura Milagro-Quevedo-Las Tolas, los cuales a su vez tenían raíces de la Cultura Cayapa-Colorado. Durante la colonia se establecieron grandes haciendas que pertenecían a familias provenientes de Guayaquil. Fue elevado a la categoría de parroquia el 24 de octubre de 1920, bajo la jurisdicción del cantón Yaguachi. 
Después de muchos años, gracias al impulso del Ingenio San Carlos, la parroquia progresó mucho, con lo cual el 27 de abril de 1986 se formó el Comité Pro-Cantonización de Marcelino Maridueña. El antiguo Congreso Nacional del Ecuador (en la actualidad Asamblea Nacional del Ecuador) aprobó la cantonización de Marcelino maridueña el 22 de enero de 1992, pero la comunidad celebra el 24 de octubre de cada año (día de su parroquialización).

## Política
La ciudad y el cantón Coronel Marcelino Maridueña, al igual que las demás localidades ecuatorianas, se rige por una municipalidad según lo estipulado en la Constitución Política Nacional. La Alcaldía de Coronel Marcelino Maridueña es una entidad de gobierno seccional que administra el cantón de forma autónoma al gobierno central. La municipalidad está organizada por la separación de poderes de carácter ejecutivo representado por el alcalde, y otro de carácter legislativo conformado por los miembros del concejo cantonal.

## Economía
La actividad que mueve y predomina en la economía del cantón es la recolección de la caña de azúcar, la cual se ejecuta en la principal empresa y fuente de empleo de la zona, el Ingenio San Carlos. Este ingenio azucarero fue fundado en el año 1897 y es de los más importantes del país.
Las demás empresas a destacar del cantón son las relacionadas con la industria del papel y cartón y el alcohol. La industria papelera y cartonera se desarrolla en Papelera Nacional S.A. que aprovecha desechos de la producción de la industria azucarera como el bagazo. Y la industria del alcohol se desarrolla en la empresa Soderal S.A. que también incorpora a su producción desechos del proceso de producción de la industria azucarera como la melaza y guarapo.
Otras actividades de menor magnitud pero no de menor importancia son las del banano, que se desarrolla en las diversas empresas bananeras repartidas por el cantón vinculadas principalmente a la multinacional Dole; y las actividades recolectora del café en cafetales repartidos en fincas agrícolas de propietarios de la zona que venden dicho café a empresas cafeteras situadas en cantones de los alrededores.

## Cultura

### Gastronomía
De su comida típica, destaca por preferencia de sus habitantes el arroz con menestra y carne asada y el pollo asado, actividades que llevan a cabo pequeños comercios por parte de los mismos habitantes del lugar.
Vale rescatar que existe una bebida denominada Ron Sideral, el que consiste en aguardiente destilado, aprovechando así la molienda de la caña de azúcar.

### Fiestas
Entre las festividades del cantón destaca la del 24 de octubre, día en que celebran la cantonización; el 4 de noviembre, día en el que se realiza una fiesta en honor a San Carlos Borromeo, patrono del cantón; y el Día de la Raza el 12 de octubre, fecha en la que realizan una serie de evento orientados a revivir sus orígenes montubios..